# 7440 Závist
7440 Závist eller 1995 EA är en asteroid i huvudbältet som upptäcktes den 1 mars 1995 av den tjeckiska astronomen Miloš Tichý vid Kleť-observatoriet. Den är uppkallad efter Závist i Tjeckien.
Asteroiden har en diameter på ungefär 5 kilometer.